# حسن سیادتی سبزواری
میرزا حسن سیادتی سبزواری (۱۲۹۹ ه‍.ق – ۱۳۴۴ ه‍.ش) از علمای شیعه در سبزوار بود.
پدرش میرزااسماعیل نام داشت و در سال ۱۲۹۹ هجری قمری در روستای ایزی سبزوار به دنیا آمد. موسی فقیه سبزواری عمویش و حسین فقیه سبزواری پسرعمویش بودند. در سبزوار تحصیل کرد و در ۱۳۳۷ هجری قمری راهی نجف شد و ۱۶ سال آنجا بود و از کسانی چون سید ابوالحسن اصفهانی و محمدحسین غروی نائینی اجازهٔ اجتهاد گرفت. در اسفند ۱۳۱۳ (۱۳۵۳ قمری) به سبزوار بازگشت.
فلسفه را قبول نداشت و معتقد بود «همه‌چیز در اخبار و احادیث آل محمد است.»

## آثار
- وسیلة الوصول الی حقائق الاصول: تقریرات درس اصول سید ابوالحسن اصفهانی
- تقریرات درس فقه سید ابوالحسن اصفهانی
- تقریرات درس اصول میرزای نائینی
- تقریرات درس اصول ضیاءالدین عراقی
- نبذة من المسائل الاصولیة علی ترتیب الکفایة
- کتابی در اصول
- کتابی ناتمام در فقه و اصول

مسجد و حسینیه‌ای در سبزوار از موقوفاتی که در تصرفش بود ساخته شد که به «مسجد آقا» معروف است. پس از سی سال اقامت در سبزوار در ۲۶ دی ۱۳۴۴ (۲۳ رمضان ۱۳۸۵) در ۸۶ سالگی درگذشت و در همان حسینیهٔ آقا دفن شد.

## فرزند
سید مصطفی سیادتی از جمله فرزندان اوست. مصطفی در ۷ دی ۱۳۰۴ شمسی در نجف به دنیا آمد. مادرش دختر شیخ اسماعیل محلاتی بود. در ۱۰ سالگی همراه پدرش به سبزوار آمد. پس از درگذشت پدرش امام جماعت مسجد جامع سبزوار را بر عهده گرفت. فرزندش حسین سیادتی از کشته‌شدگان جنگ ایران و عراق بود (۱۳ مهر ۱۳۵۹). اسلام و تشیع، سبزوار در قرن چهاردهم هجری، و دیده‌ها و شنیده‌ها از آثار اوست. در ۱۵ اسفند ۱۳۹۶ در ۹۲ سالگی در سبزوار درگذشت و در مسجد آقا کنار پدرش دفن شد. 